# Japu
O termo japu é a designação comum às aves passeriformes de grande porte da família Icteridae, classificadas no gênero Psarocolius. Tais aves possuem caudas alongadas com as laterais amarelas. Também são conhecidas pelos nomes de sapu e rubixá, joão congo, japão, etc. Em inglês, são denominados de "oropendolas".
Habitam a mata e voam pesadamente. Um dos espetáculos mais belos das florestas sul americanas é a visão de uma árvore altaneira ocupada por colônia de japus. Os ninhos, longas bolsas pendentes de às vezes 1 metro de comprimento, ficam balouçantes ao sabor do vento. Às vezes encontram-se árvores com 50-60 ninhos, mas na região sudeste do Brasil as colônias tendem a ser menores, mais frequentemente 20-30 ninhos. Esses ninhos podem ser confeccionados com vários materiais, mas predomina a "barba de velho", uma planta trepadeira da família bromeliaceae, comum no continente americano.
O Japu é ave muito gregária, sendo comum encontrá-lo em bandos nas florestas, principalmente nas copas. Nessas excursões, produzem muito barulho na mata, com sua vocalização e cerimonial singular: a ave se inclina para a frente em um movimento gracioso que termina com a vocalização. Também emite um chamado áspero para a reunião do grupo. O grupo vasculha as copas da mata em busca de alimento, produzindo tanto estrago quanto um bando de macacos!
Existem várias espécies de japus, sendo a espécie Psarocolius bifasciatus o joão-congo do norte, a maior delas, com os machos alcançando 50 cm de comprimento. A espécie mais comum, que chega até o sul do Brasil, no estado de Santa Catarina, é a Psarocolius decumanus cujos machos chegam a cerca de 45 cm de comprimento. Preferem matas altas, escasseando em florestas baixas ou muito alteradas pelo homem. Na Amazônia, chega a ser "ave urbana" em algumas cidades  como em Manaus. Outro belíssimo espetáculo proporcionado por essas aves ocorre ao entardecer, quando o bando numeroso, obedecendo ao chamado de um guia, voa disciplinadamente e em ordem para o  local de dormida.
O japu nunca foi caçado ou procurado pelo mercado de aves de gaiola. Os perigos que enfrenta são decorrentes do desmatamento e alteração das florestas. Sendo dependente de matas altas, a derrubada de matas pode comprometê-lo. Porém, como acontece com muitas de nossas aves, sua biologia ainda não é muito conhecida e por vezes é encontrado em regiões bastante alteradas pelo homem, indicando a necessidade de ser melhor estudado e apreciado.

## Espécies
- Japu-pardo, Psarocolius angustifrons (Spix, 1824)
- Japuaçu, Psarocolius bifasciatus (Spix, 1824)
- Japu-verde, Psarocolius viridis (Statius Muller, 1776)
- Japu-preto, Psarocolius decumanus (Pallas, 1769)
- Psarocolius atrovirens (Lafresnaye & D'Orbigny, 1838)
- Psarocolius wagleri (Gray, GR, 1844)